# Phrynobatrachus scapularis
Phrynobatrachus scapularis és una espècie de granota que viu a la República Democràtica del Congo.